# Vizela (Felgueiras)
Pour les articles homonymes, voir Vizela (homonymie).
Vizela ou São Jorge de Vizela est une freguesia du Portugal, rattachée au concelho de Felgueiras et située dans le district de Porto et la région Nord.

## Organes de la paroisse
- L'assemblée de paroisse est présidée par Adriano Ferreira Faria (groupe" PS").
- Le conseil de paroisse est présidé par Jorge José Ferreira de Oliveira (groupe "PS").